# The Matrix Online
Pour les articles homonymes, voir Matrix.
The Matrix Online est un jeu de rôle en ligne massivement multijoueur développé par Monolith Productions. Le jeu se déroule dans l'univers de Matrix, un univers cyberpunk créé par Les Wachowski. Les derniers serveurs ont été coupés le premier week-end d'août 2009.

## Système de jeu
The Matrix Online se déroule dans un monde influençable à long terme par le joueur permettant à des millions de joueurs d'entrer simultanément dans la Matrice. Il propose des graphismes en 3D et des combats d'arts martiaux en temps réel. Son scénario commence là où le troisième opus de la trilogie Matrix, Matrix Revolutions, s'arrête.
Le système de combat du jeu permet au joueur de réaliser des manœuvres d'arts martiaux et des attaques à l'aide de plusieurs armes différentes. Ces manœuvres sont mises en scène grâce à certains effets spéciaux propres à l'univers de Matrix. Ces derniers sont générés en fonction des mouvements et de la tactique du joueur.
Le jeu possède aussi d'autres caractéristiques comme un système de missions, ainsi qu'un système de compétences et de caractéristiques personnalisables. Il existe également la possibilité de télécharger de nouvelles compétences et capacités à chaque fois que l'on se connecte au jeu.
Des intrigues imaginées par Lana et Lilly Wachowski, les créatrices de Matrix, prolongent l'histoire là où la trilogie de films s'arrête et permettent d'en apprendre davantage sur le monde de la Matrice. Un Morpheus alternatif apparait, ainsi qu'une potentielle nouvelle élue.

## Accueil
- Jeuxvideo.com : 10/20[4]